# 贝尔·怀特
贝尔·怀特（英語：Belle White，1894年9月1日—1972年6月24日），英国女子跳水运动员。她曾代表英国参加1912年、1920年、1924年和1928年夏季奥林匹克运动会跳水比赛，其中1912年奥运会获得一枚铜牌。